# Europees kampioenschap voetbal mannen onder 19 - 2013
Het Europees kampioenschap voetbal mannen onder 19 van 2013 (kortweg: EK voetbal -19) was de 29ste editie van het Europees kampioenschap voetbal mannen onder 19 en is bedoeld voor spelers die op of na 1 januari 1994 geboren waren. Het toernooi werd van 20 juli tot en met 1 augustus gespeeld in Litouwen.

## Gekwalificeerde teams

Deelnemende landen

| # | Land      | Gekwalificeerd als          | Beste prestatie                                 | Eerdere deelnames                                    |
| - | --------- | --------------------------- | ----------------------------------------------- | ---------------------------------------------------- |
| 1 | Litouwen  | Gastland                    | geen                                            | Debuut                                               |
| 2 | Frankrijk | Eliteronde: Winnaar groep 1 | Kampioen (2009)                                 | 2003, 2005, 2007, 2009, 2010, 2012                   |
| 3 | Servië    | Eliteronde: Winnaar groep 2 | Groepsfase (2008)                               | 2005, 2007, 2009, 2011, 2012                         |
| 4 | Portugal  | Eliteronde: Winnaar groep 3 | Tweede (2003)                                   | 2003, 2006, 2007, 2010, 2012                         |
| 5 | Spanje    | Eliteronde: Winnaar groep 4 | Kampioen (2002, 2004, 2006, 2007, 2011 en 2012) | 2002, 2004, 2006, 2007, 2008, 2009, 2010, 2011, 2012 |
| 6 | Nederland | Eliteronde: Winnaar groep 5 | Groepsfase (2010)                               | 2010                                                 |
| 7 | Georgië   | Eliteronde: Winnaar groep 6 | geen                                            | Debuut                                               |
| 8 | Turkije   | Eliteronde: Winnaar groep 7 | Tweede (2004)                                   | 2004, 2006, 2009, 2011                               |

## Stadions
| Alytus                                            | · Alytus Kaunas Marijampolė |  |
| Alytusstadion Capaciteit: 4.000                   | · Alytus Kaunas Marijampolė |  |
| Kaunas                                            | · Alytus Kaunas Marijampolė |  |
| S. Dariaus- en S. Girėnostadion Capaciteit: 8.248 | · Alytus Kaunas Marijampolė |  |
| Marijampolė                                       | · Alytus Kaunas Marijampolė |  |
| ARVI-voetbalarena Capaciteit: 6.250               | · Alytus Kaunas Marijampolė |  |

## Groepsfase
De loting werd gehouden op 14 juni 2013 in Kaunas, Litouwen.

### Groep A
| Pos. | Land      | GW | W | G | V | DV | DT | +/− | Ptn. |
| ---- | --------- | -- | - | - | - | -- | -- | --- | ---- |
| 1    | Spanje    | 3  | 3 | 0 | 0 | 6  | 2  | +4  | 9    |
| 2    | Portugal  | 3  | 2 | 0 | 1 | 8  | 4  | +4  | 6    |
| 3    | Nederland | 3  | 1 | 0 | 2 | 6  | 9  | –3  | 3    |
| 4    | Litouwen  | 3  | 0 | 0 | 3 | 4  | 9  | –5  | 0    |

|                                |                               |         |                               | |
| 20 juli 2013 18.30 uur (UTC+3) | Litouwen                      | 2–3     | Nederland                     | S. Dariaus- en S. Girėnostadion, Kaunas Toeschouwers: 7.436 Scheidsrechter: Martin Strömbergsson (SWE) |
| 20 juli 2013 18.30 uur (UTC+3) | Artimavičius 38' Sirgedas 83' | Verslag | 10', 29' Achahbar 90+6' Vloet | S. Dariaus- en S. Girėnostadion, Kaunas Toeschouwers: 7.436 Scheidsrechter: Martin Strömbergsson (SWE) |

|                                |             |         |          |                                                                                       |
| 20 juli 2013 21.15 uur (UTC+3) | Spanje      | 1–0     | Portugal | ARVI-voetbalarena, Marijampolė Toeschouwers: 2.900 Scheidsrechter: Felix Zwayer (GER) |
| 20 juli 2013 21.15 uur (UTC+3) | Ramírez 19' | Verslag |          | ARVI-voetbalarena, Marijampolė Toeschouwers: 2.900 Scheidsrechter: Felix Zwayer (GER) |

|                                |             |         |                                     |                                                                                |
| 23 juli 2013 16.30 uur (UTC+3) | Nederland   | 1–4     | Portugal                            | Alytusstadion, Alytus Toeschouwers: 3.170 Scheidsrechter: Michael Oliver (ENG) |
| 23 juli 2013 16.30 uur (UTC+3) | Vloet 90+1' | Verslag | 32', 89' Guedes 73' Silva 87' Horta | Alytusstadion, Alytus Toeschouwers: 3.170 Scheidsrechter: Michael Oliver (ENG) |

|                                |          |         |                   | |
| 23 juli 2013 18:30 uur (UTC+3) | Litouwen | 0–2     | Spanje            | S. Dariaus- en S. Girėnostadion, Kaunas Toeschouwers: 8.900 Scheidsrechter: Aleksej Koelbakov (BLR) |
| 23 juli 2013 18:30 uur (UTC+3) |          | Verslag | 6', 74' Hernández | S. Dariaus- en S. Girėnostadion, Kaunas Toeschouwers: 8.900 Scheidsrechter: Aleksej Koelbakov (BLR) |

|                                |                                                               |         |                     |                                                                                                  |
| 26 juli 2013 21.00 uur (UTC+3) | Portugal                                                      | 4–2     | Litouwen            | S. Dariaus- en S. Girėnostadion, Kaunas Toeschouwers: 8.075 Scheidsrechter: Orel Grinfeeld (ISR) |
| 26 juli 2013 21.00 uur (UTC+3) | Lopes 8' Petrauskas 45' (e.d.) Figueiredo 51' (pen.) Mané 65' | Verslag | 53', 90+2' Sirgedas | S. Dariaus- en S. Girėnostadion, Kaunas Toeschouwers: 8.075 Scheidsrechter: Orel Grinfeeld (ISR) |

|                                |                                   |         |                                  |                                                                                   |
| 26 juli 2013 21.00 uur (UTC+3) | Nederland                         | 2–3     | Spanje                           | Alytusstadion, Alytus Toeschouwers: 3.618 Scheidsrechter: Aleksej Koelbakov (BLR) |
| 26 juli 2013 21.00 uur (UTC+3) | Leemans 36' Achahbar 90+1' (pen.) | Verslag | 68' Ramírez 81' Vadillo 83' Vico | Alytusstadion, Alytus Toeschouwers: 3.618 Scheidsrechter: Aleksej Koelbakov (BLR) |

### Groep B
| Pos. | Land      | GW | W | G | V | DV | DT | +/− | Ptn. |
| ---- | --------- | -- | - | - | - | -- | -- | --- | ---- |
| 1    | Servië    | 3  | 2 | 1 | 0 | 4  | 2  | +2  | 7    |
| 2    | Frankrijk | 3  | 1 | 2 | 0 | 3  | 2  | +1  | 5    |
| 3    | Turkije   | 3  | 1 | 0 | 2 | 6  | 6  | 0   | 3    |
| 4    | Georgië   | 3  | 0 | 1 | 2 | 2  | 5  | –3  | 1    |

|                                |                          |         |           |                                                                                       |
| 20 juli 2013 17.00 uur (UTC+3) | Servië                   | 2–1     | Turkije   | ARVI-voetbalarena, Marijampolė Toeschouwers: 450 Scheidsrechter: Michael Oliver (ENG) |
| 20 juli 2013 17.00 uur (UTC+3) | Luković 17' Mitrović 54' | Verslag | 88' Niyaz | ARVI-voetbalarena, Marijampolė Toeschouwers: 450 Scheidsrechter: Michael Oliver (ENG) |

|                                |         |     |           |                                                                                |
| 20 juli 2013 19.00 uur (UTC+3) | Georgië | 0–0 | Frankrijk | Alytusstadion, Alytus Toeschouwers: 2.500 Scheidsrechter: Emir Alečković (BIH) |
| 20 juli 2013 19.00 uur (UTC+3) | Verslag |     |           | Alytusstadion, Alytus Toeschouwers: 2.500 Scheidsrechter: Emir Alečković (BIH) |

|                                |           |         |         |                                                                                         |
| 23 juli 2013 18.30 uur (UTC+3) | Servië    | 1–0     | Georgië | ARVI-voetbalarena, Marijampolė Toeschouwers: 1.100 Scheidsrechter: Orel Grinfeeld (ISR) |
| 23 juli 2013 18.30 uur (UTC+3) | Meleg 74' | Verslag |         | ARVI-voetbalarena, Marijampolė Toeschouwers: 1.100 Scheidsrechter: Orel Grinfeeld (ISR) |

|                                |                   |         |                     |                                                                                      |
| 23 juli 2013 20.45 uur (UTC+3) | Turkije           | 1–2     | Frankrijk           | Alytusstadion, Alytus Toeschouwers: 1.915 Scheidsrechter: Martin Strömbergsson (SWE) |
| 23 juli 2013 20.45 uur (UTC+3) | Yılmaz 87' (pen.) | Verslag | 6' Hunou 64' Benzia | Alytusstadion, Alytus Toeschouwers: 1.915 Scheidsrechter: Martin Strömbergsson (SWE) |

|                                |           |         |               |                                                                                                |
| 26 juli 2013 16.30 uur (UTC+3) | Frankrijk | 1–1     | Servië        | S. Dariaus- en S. Girėnostadion, Kaunas Toeschouwers: 1.228 Scheidsrechter: Felix Zwayer (GER) |
| 26 juli 2013 16.30 uur (UTC+3) | Hunou 31' | Verslag | 77' Pavlovski | S. Dariaus- en S. Girėnostadion, Kaunas Toeschouwers: 1.228 Scheidsrechter: Felix Zwayer (GER) |

|                                |                                    |         |                            |                                                                                          |
| 26 juli 2013 16.30 uur (UTC+3) | Turkije                            | 4–2     | Georgië                    | ARVI-voetbalarena, Marijampolė Toeschouwers: 950 Scheidsrechter: Gediminas Mažeika (LTU) |
| 26 juli 2013 16.30 uur (UTC+3) | Deniz 16', 18' Niyaz 58' Şahin 80' | Verslag | 3' Endeladze 50' Kacharava | ARVI-voetbalarena, Marijampolė Toeschouwers: 950 Scheidsrechter: Gediminas Mažeika (LTU) |

## Knock-outfase
|  | halve finale     | halve finale     |  |           | finale                   | finale                   |
|  |                  |                  |  |           |                          |                          |
|  | 29 juli – Kaunas |                  |  |           |                          |                          |
|  | Servië           | 2 (3)            |  |           |                          |                          |
|  | Portugal         | 2 (2)            |  |           | 1 augustus – Marijampolė | 1 augustus – Marijampolė |
|  |                  |                  |  |           | Servië                   | 1                        |
|  | 29 juli – Alytus | 29 juli – Alytus |  | Frankrijk | 0                        |                          |
|  | Spanje           | 1                |  |           |                          |                          |
|  | Frankrijk        | 2                |  |           |                          |                          |

### Halve finales
|                                |                                                     |            |                                 |                                                                                                  |
| 29 juli 2013 16.30 uur (UTC+3) | Servië                                              | 2–2 (n.v.) | Portugal                        | S. Dariaus- en S. Girėnostadion, Kaunas Toeschouwers: 3.280 Scheidsrechter: Michael Oliver (ENG) |
| 29 juli 2013 16.30 uur (UTC+3) | Đurđević 6' Gaćinović 85'                           | Verslag    | 55' Silva 79' Guedes            | S. Dariaus- en S. Girėnostadion, Kaunas Toeschouwers: 3.280 Scheidsrechter: Michael Oliver (ENG) |
| 29 juli 2013 16.30 uur (UTC+3) | Strafschoppen                                       |            |                                 | S. Dariaus- en S. Girėnostadion, Kaunas Toeschouwers: 3.280 Scheidsrechter: Michael Oliver (ENG) |
| 29 juli 2013 16.30 uur (UTC+3) | Pavlovski Milinković-Savić Meleg Gačinović Mitrović | 3–2        | Ié Horta Guedes Rafael Teixeira | S. Dariaus- en S. Girėnostadion, Kaunas Toeschouwers: 3.280 Scheidsrechter: Michael Oliver (ENG) |

|                                |                      |            |                       |                                                                                |
| 29 juli 2013 21.00 uur (UTC+3) | Spanje               | 1–2 (n.v.) | Frankrijk             | Alytusstadion, Alytus Toeschouwers: 4.436 Scheidsrechter: Orel Grinfeeld (ISR) |
| 29 juli 2013 21.00 uur (UTC+3) | Rodríguez 27' (pen.) | Verslag    | 29' Benzia 105' Conte | Alytusstadion, Alytus Toeschouwers: 4.436 Scheidsrechter: Orel Grinfeeld (ISR) |

### Finale
|                                   |             |         |           |                                                                                            |
| 1 augustus 2013 21.45 uur (UTC+3) | Servië      | 1–0     | Frankrijk | ARVI-voetbalarena, Marijampolė Toeschouwers: 6.211 Scheidsrechter: Aleksej Koelbakov (BLR) |
| 1 augustus 2013 21.45 uur (UTC+3) | Luković 57' | Verslag |           | ARVI-voetbalarena, Marijampolė Toeschouwers: 6.211 Scheidsrechter: Aleksej Koelbakov (BLR) |